# Wolfgang Wicht
Wolfgang Wicht, född 26 april 1937 i Schmalkalden, är en tysk litteraturvetare och professor emeritus i engelsk litteraturhistoria vid universitetet i Potsdam.  Han har bland annat uppmärksammats för en analys av James Joyces Odysseus.
Wicht avlade studentexamen 1955 i Schmalkalden och studerade åren 1955–1960 anglistik och slavistik vid Greifswalds universitet. Han disputerade 1965 på avhandlingen Shakespeares Römerdramen vid Rostocks universitet och habiliterade sig 1978 med arbetet Der isolierte Protest: Woolf – Joyce – Eliot vid universitetet i Potsdam. Vid det sistnämnda lärosätet blev han 1978 docent i engelsk litteratur och 1984 professor i engelsk litteraturhistoria. Han gick i pension 1997.